# Chemins de fer de l'État belge
Les Chemins de fer de l'État belge (dit aussi L'État belge) était une administration propriétaire et exploitante des lignes de chemin de fer financées par les autorités belges entre 1832 et 1926, année de création de la Société nationale des chemins de fer belges (SNCB).

## Histoire
En 1835, elle inaugure la première ligne de chemin de fer du pays entre Bruxelles et Malines. S'ensuit rapidement un réseau primitif en étoile autour de Malines, vers Anvers (1836), Termonde (1837) prolongé ensuite vers Ostende, Liège (1842) et les frontières prussiennes et françaises (à partir de Bruxelles) l'année suivante. Le réseau atteint alors 559 km. Le gouvernement belge considère alors qu'il ne doit pas financer l'ensemble de l'infrastructure et ouvre à adjudication publique la construction et l'exploitation de plusieurs lignes qui verront de nombreuses sociétés privées indépendantes se constituer, parfois de manière très éphémère. 
En 1861, le réseau de l'État belge compte 750 km de voies, soit environ 40 % du total du réseau.
En 1926, la compagnie est renommée Société nationale des chemins de fer belges (SNCB), et change de statut entérinant la volonté de l'état de racheter progressivement les exploitants privés qu'il devait à l'époque régulièrement sauver de la faillite.

## Matériel
- Locomotives Type 11 SNCB